# Batavia Air
Batavia Air (PT. Metro Batavia) fue una aerolínea con base en Yakarta, Indonesia. Operaba vuelos de cabotaje a cerca de treinta destinos y vuelos internacionales a Singapur, China y Malasia. Su base de operaciones principal era el Aeropuerto Internacional Soekarno-Hatta, Yakarta.

## Historia
La aerolínea fue fundada en 2002 y comenzó a operar en enero del mismo año. Fue inicialmente conocida como Metro Batavia y comenzó a operar utilizando un avión Fokker F27 alquilado con tripulación desde Sempati. Inauguró sus vuelos regulares desde Yakarta a Pontianak en enero de 2002. Era propiedad total de PT Metro Batavia.
Batavia se declaró en bancarrota el miércoles, 30 de enero de 2013 y cesó las operaciones la misma noche del jueves 31 de enero de 2013 a las 12:00 a. m.

## Destinos
Batavia Air operaba a los siguientes destinos (en septiembre de 2009):

### Asia
- China
  - Cantón - Aeropuerto Internacional de Guangzhou Baiyun
- Indonesia
  - Ambon - Aeropuerto Pattimura
  - Balikpapan - Aeropuerto Internacional Sepinggan
  - Banjarmasin - Aeropuerto Syamsudin Noor
  - Batam - Aeropuerto Hang Nadim
  - Bengkulu - Aeropuerto Fatmawati Soekarno
  - Berau - Aeropuerto de Berau
  - Denpasar/Bali - Aeropuerto Internacional Ngurah Rai Hub
  - Gorontalo - Aeropuerto Jalaluddin
  - Yakarta - Aeropuerto Internacional Soekarno-Hatta Hub principal
  - Jambi - Aeropuerto Sultan Thaha
  - Jayapura - Aeropuerto Sentani
  - Kendari - Aeropuerto Wolter Monginsidi
  - Kupang - Aeropuerto El Tari
  - Luwuk - Aeropuerto de Luwuk
  - Makassar - Aeropuerto Internacional Hasanuddin
  - Malang - Aeropuerto Abdul Rachman Saleh
  - Manado - Aeropuerto Internacional Sam Ratulangi
  - Manokwari - Aeropuerto Rendani
  - Mataram/Ampenan - Aeropuerto Selaparang
  - Medan - Aeropuerto Internacional Polonia
  - Padang - Aeropuerto Internacional Minangkabau
  - Palangkaraya - Aeropuerto Tjilik Riwut
  - Palembang - Aeropuerto Sultan Mahmud Badaruddin II
  - Palu - Aeropuerto Mutiara
  - Pangkalpinang - Aeropuerto Pangkal Pinang
  - Pekanbaru - Aeropuerto Internacional Sultan Syarif Qasim II
  - Pontianak - Aeropuerto Supadio Hub
  - Semarang - Aeropuerto Internacional Achmad Yani
  - Samarinda - Aeropuerto Temindung
  - Surabaya - Aeropuerto Internacional Juanda Hub
  - Sorong - Aeropuerto de Sorong
  - Tanjung Karang - Aeropuerto Radin Inten II
  - Tanjung Pandan - Aeropuerto Buluh Tumbang
  - Tarakan - Aeropuerto Juwata
  - Ternate - Aeropuerto Babullah
  - Yogyakarta - Aeropuerto Internacional Adisucipto
- Malasia
  - Kuching - Aeropuerto Internacional de Kuching
- Arabia Saudita
  - Jeddah - Aeropuerto Internacional Rey Abdulaziz (A la espera de la aprobación por parte del gobierno de Arabia Saudita)
- Singapur
  - Changi - Aeropuerto Internacional de Singapur Changi

## Flota

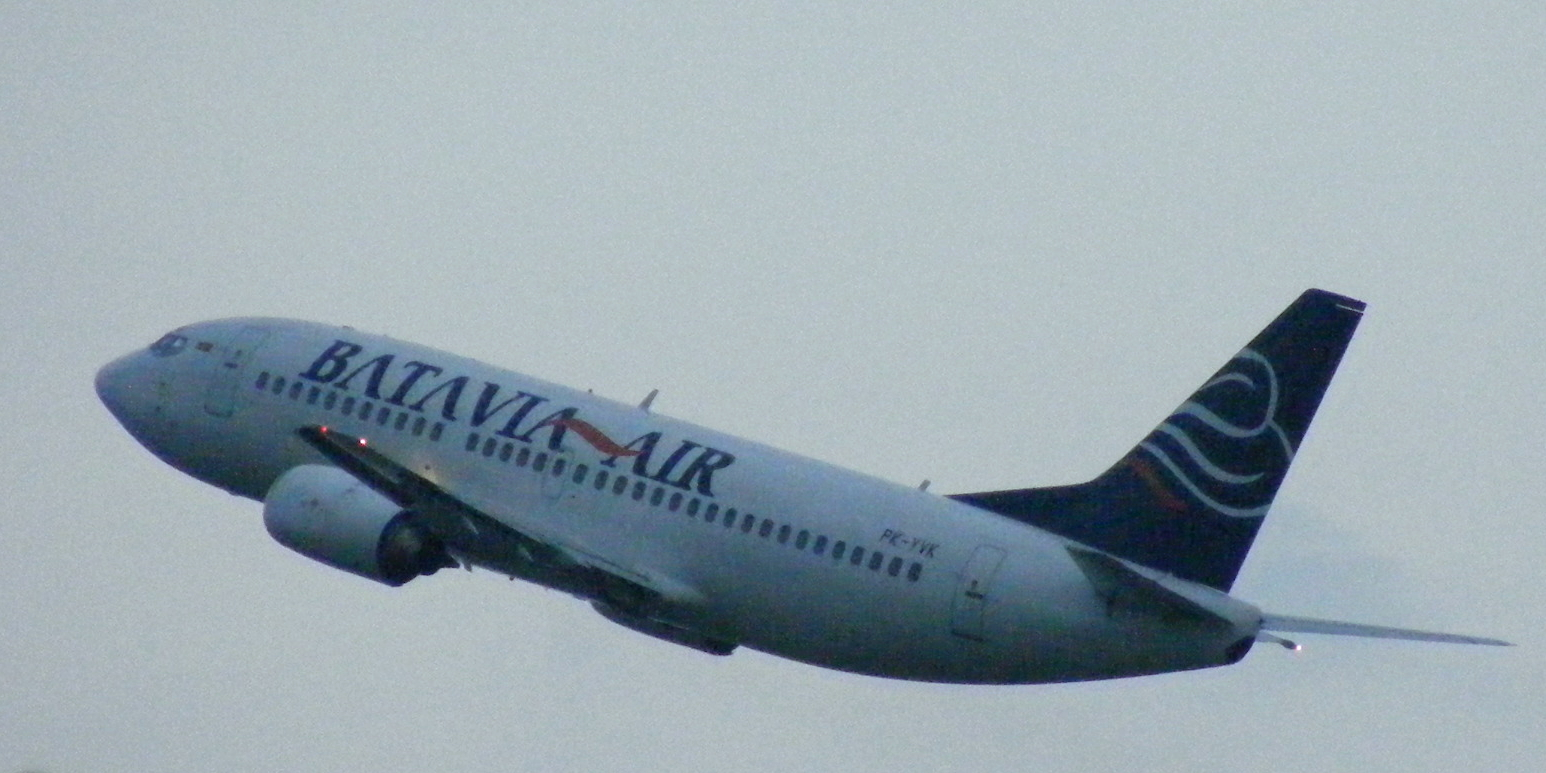
Boeing 737-300 de Batavia Air despegando.

La flota de Batavia Air incluía las siguientes aeronaves (en diciembre de 2009):

## Accidentes e incidentes
- El 24 de noviembre de 2009, el vuelo 711, operado por un Boeing 737-400 efectuó un aterrizaje de emergencia en el Aeropuerto El Tari de Kupang después de descubrir que había un problema con el tren de aterrizaje.[3]